# Kraš
Kraš est une entreprise croate. Kraš est une entreprise d'agroalimentaire fondée en 1911 sous la forme d'une coopérative, avant de devenir une entreprise en 1950. Le nom fut donné en l'hommage de Josip Kraš, militant communiste mort au début de la seconde guerre mondiale, et ayant reçu l'ordre du Héros national. Elle a notamment produit la bajadera.